# Cosmos 135
Cosmos 135 (en cirílico, Космос 135) fue un satélite artificial soviético perteneciente a la clase de satélites DS (el primero de los dos de tipo DS-U2-MP) y lanzado el 12 de diciembre de 1966 mediante un cohete Cosmos 2I desde el cosmódromo de Kapustin Yar.

## Objetivos
La misión de Cosmos 135 consistió en estudiar la radiación cósmica y el polvo en el espacio cercano a la Tierra.

## Características
El satélite tenía una masa de 355 kg y fue inyectado inicialmente en una órbita con un perigeo de 259 km y un apogeo de 662 km, con una inclinación orbital de 48,5 grados y un periodo de 93,6 minutos.
A bordo llevaba espectrómetro gamma de centelleo de 64 canales consistente en un cristal de ioduro de sodio (NaI) con una superficie de 1600 mm² rodeado por una lámina de plástico centelleante de 5 mm de espesor. Apuntando al cristal había un tubo fotomultiplicador. El rango de energías detectable era de entre 0,4 y 2,5 MeV. Los espectros eran obtenidos cada 10 minutos.
Cosmos 135 reentró en la atmósfera el 12 de abril de 1967.

## Resultados científicos
Cosmos 135 estudió la radiación gamma y su posible relación con hipotéticos meteoritos compuestos por antimateria. También estudió las corrientes de micrometeoritos. Los datos recogidos sirvieron para descartar la hipótesis de la existencia de un anillo de polvo rodeando la Tierra.